# Jardin du Luxembourg

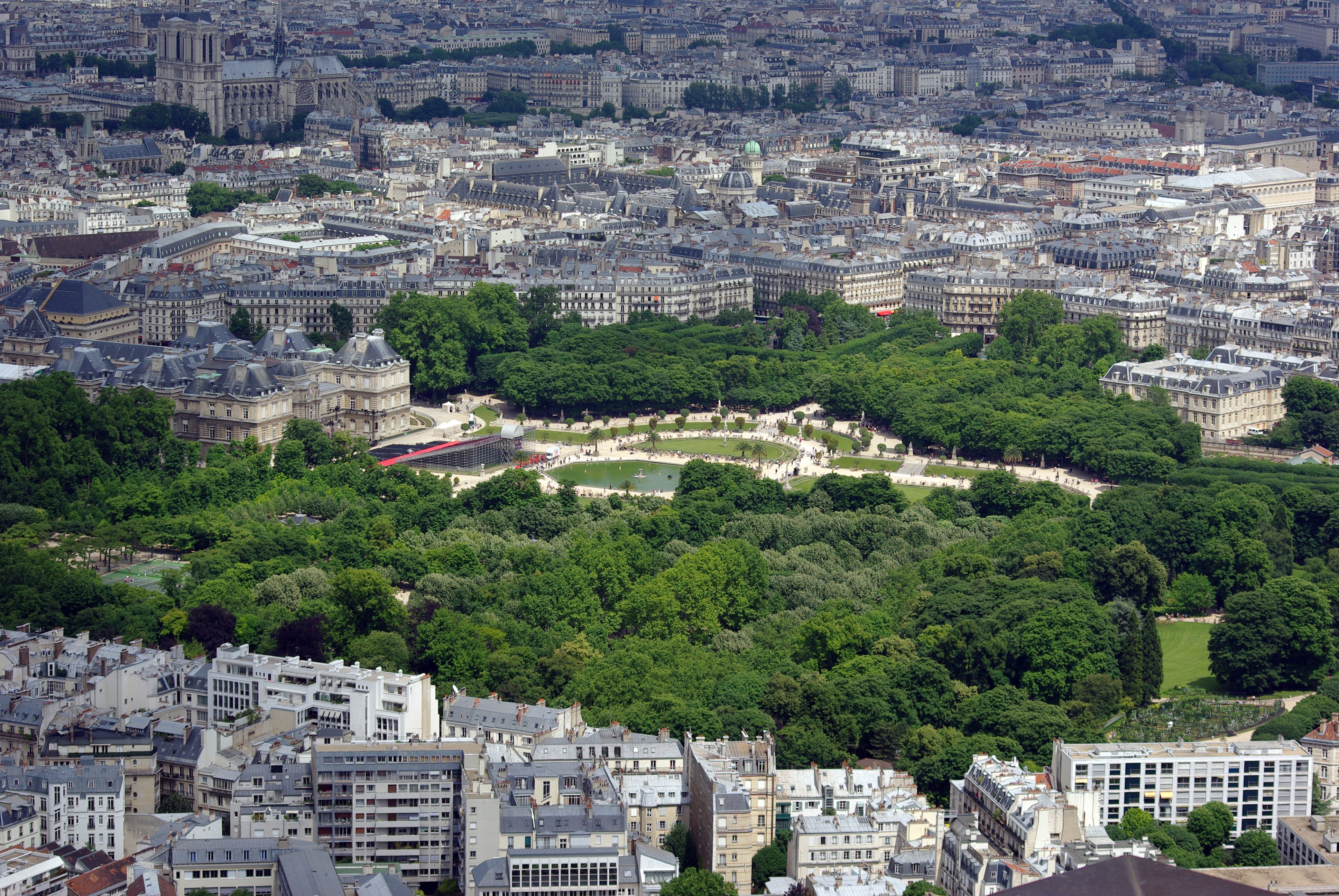
Trädgården sett från toppen av Montparnassetornet.

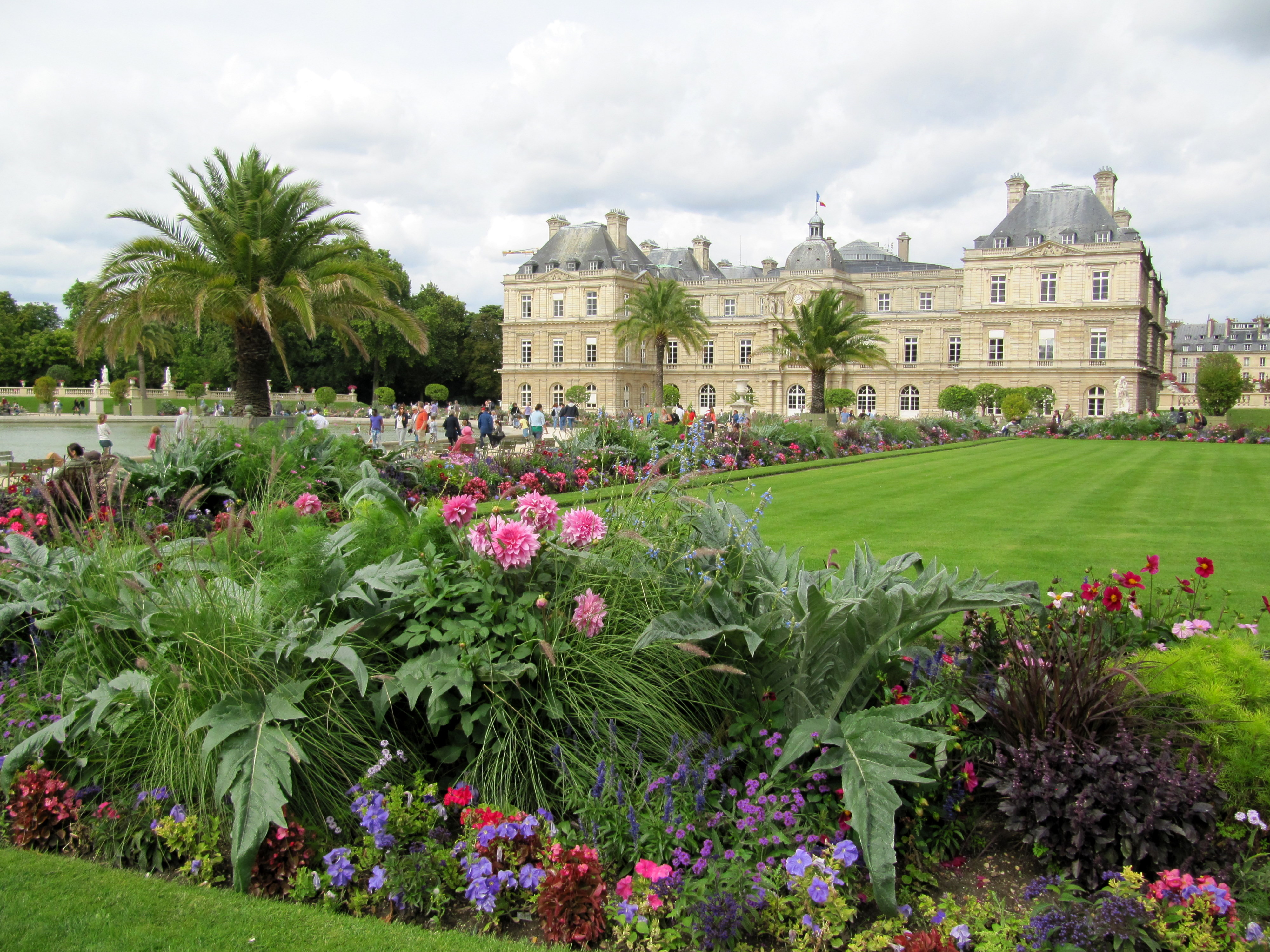
Luxembourgträdgården i Paris

Jardin du Luxembourg (franskt uttal: [ʒaʁdɛ̃ dy lyksɑ̃buʁ]; svenska: Luxembourgträdgården) är en park i centrala Paris mellan Quartier Latin och Montparnasse. 
Denna gröna oas på mer än 25 hektar i vänstra strandens hjärta är den populäraste parken i hela Paris. Trädgårdsanläggningen är centrerad runt Luxembourgpalatset och domineras av en underbar åttakantig damm (Le Grand Bassin). Förutom symmetriska terrasser, breda avenyer och statyer av franska drottningar lite här och var i parken, finns här en imponerande figur av den heliga Genoveva, Paris skyddshelgon. Parken har även ett utomhuskafé, dockteater, en stor lekplats för barn, flera tennisbanor, musikestrad och en biodlingsskola.
Parken började anläggas från 1611, under byggandet av Palais du Luxembourg. På 1800-talet öppnades parken helt för allmänheten. Den ägdes då av greven av Provence (sedermera Ludvig XVIII), som mot en liten avgift lät besökarna komma in och kalasa på trädgårdens frukt. Trädgården, palatset och de gamla husen på norra sidan är ännu oförstörda och lockar många besökare.
Hemingway strosade mycket runt i parken under sin tid i Paris. Här finns tennis- och boulebanor liksom öppna platser där man tex. kan spela fotboll. Gräsmattor och en mängd stolar finns till besökarnas förfogande och i mitten finns en stor fontän. Tillfälliga gratis fotoutställningar brukar finnas längsmed de höga staketen eller på grusgångarna i parken. Parken inhägnas av höga staket och har ett antal ingångar från olika håll.
Enligt en lista med åsikter från tiotusentals turister på den engelskspråkiga webbplatsen HouseFresh år 2022 utsågs  Jardin du Luxembourg till den vackraste trädgården i Europa och den tredje vackraste trädgården i världen, efter trädgårdarna Gardens by the Bay i Singapore och Jardin Majorelle i Marrakech.

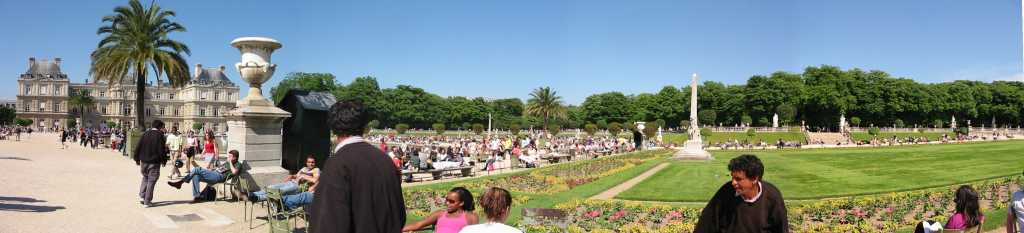
Panoramavy över parken.